# Apeadero de Trezói
El Apeadero de Trezói es una estación ferroviaria de la Línea de la Beira Alta, que sirve a la localidad de Trezói, en el Distrito de Aveiro, en Portugal.

## Historia

### Inauguración
Este apeadero se encuentra entre las Estaciones de Pampilhosa y Vilar Formoso, en la Línea de la Beira Alta, siendo este tramo inaugurado por la Compañía de los Caminhos de Ferro Portugueses de la Beira Alta el 1 de julio de 1883.